# Нанівська Віра Теодорівна
Віра Теодорівна Нанівська (нар. 19 березня 1945, Росохи, Дрогобицька область) — українська громадська діячка та вчена, експерт з питань державного управління та реформування політичних інституцій, ідеолог інституційної десовєтизації. Активний послідовник необхідності запровадження методології розробки державних політик, ринкових економічних досліджень та адміністративної реформи у країнах Центральної та Східної Європи.
В. Нанівська зробила значний внесок у розвиток ідеї та методології повноцінного аналізу державної політики та адвокації. Має значний досвід у розробці програм технічної допомоги та налагодження зв'язків між Урядом України та міжнародними експертами.
У 2006–2009 роках, перебуваючи на посаді президента Національної академії державного управління при Президентові України (НАДУ), Віра Нанівська розпочала безпрецедентну реформу державної служби в Україні.

## Освіта
- 1978–1983 — Академія наук СРСР, Інститут сходознавства, Москва, Аспірантура, Кандидат історичних наук Государственая политика мобилизации человеческих ресурсов для модернизации Японии. Моральное воспитание в японской школе.

- 1961–1966 — Львівський державний університет, факультет романо-германської філології, диплом філолога

## Кар'єра
- 2020 — переїзд з м.Київ у с.Росохи Старосамбірського району Львівської області  —  дистанційна дослідницька робота.
- 2017 — 2018 — Колегіум Анни Ярославни м.Самбір обл.Львівська, голова наглядової ради.
- 2015 — 2016 — почесний президент МЦПД.
- 2013 — 2014 — Східно-Європейський колегіум територіальної служби та місцевого самоврядування, Голова Наглядової ради.

- 2012 — до тепер — Політична школа Віри Нанівської, Директор.
- 2010–2012 — МЦПД, Директор.
- серпень 2009 — березень 2010 — Львівський інститут міста, Директор.
- червень 2006 — лютий 2009 — Національна академія державного управління при Президентові України (НАДУ), Президент. Відповідальна за реформування і вдосконалення управління Академією. Ключовим досягненням є радикальна реформа з демократизації освіти і змісту підготовки (навчання).
- 1997–2006 — МЦПД , Директор, займалася питаннями демократизації державних інститутів та модернізації економіки України. Відповідальна за загальне керівництво Центром, включаючи управління персоналом, для забезпечення найвищої якості розробки досліджень державної політики та економічних передбачень.
- 1992–1997 — Постійне представництво Світового банку в Україні, Керівник розробки програм з публічної економічної освіти. Віра Нанівська розробила та впроваджувала програму, спрямовану на налагодження політичного діалогу між урядовцями різних рівнів, представниками міжнародних фінансових організацій, неурядових організацій та ЗМІ.
- 1985–1992 — Московський державний університет, факультет психології, кафедра загальної психології, Старший науковий співробітник.
- 1966–1979 — Московський державний університет, Львівський державний університет, Киргизький педагогічномуий інституті, викладач англійської мови.

## Публікації та виступи
Анатомия репрессивного сознания
Майдутнє України- план для Президента
The Need for Public-Private Partnership in Transition Countries A View From Within
РОЗВИТОК НЕДЕРЖАВНИХ ОРГАНІЗАЦІЙ В УКРАЇНІ
Досягнення та перспективи української демократії
Кампанії з публічної політики – вирішальний чинник реформ
Україні досі потрібна адміністративна реформа
Наша політична еліта вже стала на “ковзани демократії”
Чи достатньо однієї політичної волі для незворотних демократичних перетворень
Публічна політика – виклик для нової влади
2005 рік – криза початку одужання
Коаліція–2006 як не наступити на граблі
Ющенко – український Лінкольн
20 years of blind revolution
Уроки демократії світовий досвід для України
Запровадження Європейських стандартів
Залишайся в системі — дій за старою схемою!
Шість українських міфів
Адмінреформа затівалася з прихованими мотивами
| українська персоналія | Це незавершена стаття про особу, що має стосунок до України. Ви можете допомогти проєкту, виправивши або дописавши її. |